# 큰유리새
큰유리새(영어: blue-and-white flycatcher, 학명: Cyanoptila cyanomelana 퀴아놉틸라 튀아노멜라나[*])는 참새목 솔딱새과의 한 종으로, 한국에서는 여름철새이다. 수컷은 윗부분가 파랗고, 배 중간부터 아래까지 흰색을 띤다. 암컷은 대체로 갈색을 띠며, 배가 희다.

## 아종
과거엔 큰유리새를 3아종으로 나누었지만 cumatilis는 별개의 종으로 분류되었다. 현재 큰유리새는 2아종으로 나뉘며 대한민국에 도래하는 아종은 intermedia이다.
- C. c. intermedia
- C. c. cyanomelana

1. ↑  “큰유리새”. 1979년 8월 10일. 2023년 7월 2일에 확인함.